# 電車でGO!2高速編
『電車でGO!2高速編』（でんしゃでゴー2 こうそくへん）は、タイトーが1998年（平成10年）にリリースした電車運転シミュレーションゲーム。ここでは家庭用移植版『電車でGO!2』、バージョンアップ版の『電車でGO!2高速編 3000番台』および同作品を元にして作られたNINTENDO 64版『電車でGO!64』についても記述する。
本作は、『高速編』というサブタイトル通り、快速・特急などの列車を主題としている。

## 概要
本作における主な変更点は以下のとおり。
- 本作から「定通」（定時通過）ルールが導入された。通過駅を予定の通過時刻に1秒の誤差も無く通過すると持ち時間が加算され、遅延するとリアルタイムで持ち時間が減っていく（難易度によっては1秒遅れるごとに持ち時間が2秒ずつ減らされる）。停車駅の場合と同様、連続で成功すれば獲得できる持ち時間は1秒ずつ増えていくが、定通に失敗するとその時点で獲得秒数はリセットされる[2][3]。また、距離表示単位をcmにしていた場合、合格範囲0 mの路線では、50 cmは距離表示上は合格範囲となるが、到着評価では減点対象となる。
- 前作の級位は「初級」と「上級」の2種類しかなかったが、本作からは「初級」「中級」「上級」「特級」の4種類となり、同時に難易度が導入された。難易度は1 - 5で表されており、1は「初級」、2・3は「中級」、4は「上級」、5は「特級」となっている。2・3はどちらも「中級」であるが、ペナルティなどの面で異なり、例えば延着・延通は1秒につき難易度2だと2秒、難易度3だと1秒減点であるが、過走は1 mにつき難易度2だと1秒、難易度3だと2秒減点である。「中級」のうち難易度2は新幹線・特急列車、難易度3は快速・普通列車に使用されている。難易度は続編の『電車でGO! プロフェッショナル仕様』でも使われているが、級位は廃止された。
- 「プロフェッショナル」モードの導入。プレイ中にSTARTボタン（PS版はSELECTボタン、『電車でGO!!』ではグリップに付いている緑のボタン）を押せば距離計が隠れ、より難易度の高い運転が可能となった。また始発駅から終着駅まで使用し続けると、ランキングに「PRO」の表示がつく[4]。
- 120 km/hを超えると、画面下部にデジタルメーターが表示されるようになった（ただし東北新幹線のみ0 km/hから表示）。筐体付属のアナログ速度計の上限が120 km/hであるための対策である。デジタルメーターは100 km/hを下回ると表示が消える。
- 前作までは速度制限標識は一部の駅発車直後と駅進入時のみに限られていたが、今作から速度制限標識が実施予告として点滅され（点滅から速度制限が実施される地点までの距離は難易度によって異なる）、点滅が終了すると解除されるまで速度制限が実施される。ただし駅発車直後など速度の低い場合は予告なしで実施されることもある。
- 信号の種類に「高速進行」「減速（速度制限70 km/h）」「警戒（速度制限25 km/h）」が追加された。また、信号場でのすれ違いイベントが追加された。また、前作までは注意信号が点灯したら次の信号までに45 km/h以下にすれば良かったが、今作からは画面上に制限信号が点灯したら設置されている信号機を通過するまでに指定速度以下にする必要がある。また信号場など、画面上の信号現示と設置されている信号現示が一致しない場合がある。
  - 今作初登場となる、特急「はくたか」（681系）運転時にのみ出現する、高速進行信号は130 km/h以上の通過を許容するものであるため、本来ほくほく線内では通常の進行信号は130 km/h以下を指示する制限信号となるが、130 km/h以上で進行信号を通過してもATSは作動せず、減点もされない。
  - 高速進行信号は5灯式、それ以外は4灯式である[5]。そのため停止信号現示から高速進行信号現示に変わる時、4灯式から5灯式に変わる。
- 交流電化されている路線の一部（秋田新幹線・奥羽本線・田沢湖線・鹿児島本線）にはセクションが設置されている[注 1]。セクション区間をマスコンを切って惰行した場合、残り時間にボーナスが加算される。セクション区間でマスコンやブレーキを入れていても減点にはならないが、セクション区間で停車した場合はペナルティとなる[6][7][注 2]。
- 今作および次作『プロフェッショナル仕様』では、制限信号を速度超過で通過した際にATSが作動する前にブレーキを1ノッチ以上入れた状態でSTARTボタンを押すと「ATS確認」となり、列車が自動停止しなくなる。ただしその先の信号現示はATS確認をした信号現示よりも1ランク上のものになる（減速なら注意、注意なら警戒、警戒なら停止）。ただし停止信号に対してATS確認はできない。
- ほくほく線初級・秋田新幹線（奥羽本線）中級・秋田新幹線（奥羽本線・田沢湖線）特級は、ランキングの対象外となっている。
- 前作にも登場した車両は、車両モデルが変更された。また前面にJRマークが表示されている車両では実車通りJRマークが表示されるようになった。
- 1 m以内に停車した場合は運転評価画面でcm単位の残り距離が表示されるようになった。ただし合格範囲が0 m路線の場合はたとえ1 m以内に停車できても49 cmを超えたらオーバーランとなる。0 cmを達成すると「EXCELLENT!」となり、残り時間にさらにボーナスが加算される。「EXCELLENT!」獲得時には、小鳥のさえずりとともに、鉄ちゃんが「エクセレン!」と言う演出もなされた[2]。また、距離表示単位をcmにしていた場合、合格範囲0 mの路線では、50 cmは距離表示上は合格範囲となるが、到着評価では減点対象となる。
- 走行距離（普通のゲームで言うスコア的なもの）に残り時間が加算されるようになり、「Great!」や「Good」を狙う意味が増した[8]。
- アーケード版のエンディングムービーでは、通過と停車シーンのリプレイ（プレイ時より早回し）が、通過・到着時刻と停止位置の誤差と共に表示される。なお出現条件は難易度上級以上の電車をノーコンティニューでクリアすることである。その条件を満たさずにエンディングを迎えた場合リプレイは省略される。なお前者は「Light of the Sky〜the thawing」、後者は「Take me sunset」（初代のエンディング曲）という曲名である。
- アーケード版を基に製作されたネオジオポケット版（発売：SNK、モノクロ・カラー両対応）や、PS版を移植したワンダースワン版（鹿児島本線は登場しない）・ゲームボーイカラー版（発売：サイバーフロント、カラー専用）も発売された。
- PS版では各駅停車の大阪環状線が収録されているため、『高速編』のサブタイトルが消去された『電車でGO!2』のタイトルで発売。ただし『3000番台』においても、奥羽本線・田沢湖線・京浜東北線（横浜駅→品川駅。種別上は「快速」だが、実質各駅停車）・山手線・東海道本線（JR神戸線）の各駅停車（普通）が収録されている。
  - PS版のOPでは鉄ちゃんがアニメで表現されている。
  - PS版のCD-ROMを音楽CDプレイヤーで再生すると、鉄ちゃんの隠し台詞、OP曲「LOVE特急こまち」およびED曲「潮騒の駅」を聴くことができる。
  - PS版に限り、秋田新幹線（奥羽本線）中級において、鉄ちゃんの運転アドバイスがある。また、アーケード版・Windows版では難易度2以下の路線では鉄ちゃんが走行の目安速度などを教えてくれる。
  - PS版（と後述の64版）に収録されている入門編では、直江津駅発車後の速度制限35 km/hがない。
- アーケード版・ドリームキャスト版・Windows版では難易度3以下の路線では、次の駅が停車駅で目前であるにもかかわらずある程度速度が出ていた場合「次は停車駅です!」と忠告してくれる。また、次の駅が通過駅であるにもかかわらず速度が出ていない場合「次は通過駅です!」と忠告してくれる。
- アーケード版・ドリームキャスト版・Windows版では難易度3以下の路線では、早着および早通すると「ダイヤが早着気味です。少し速度を下げて下さい」と忠告してくれる。また延着および延通すると「ダイヤが延着気味です。少し速度を上げて下さい」と忠告してくれる。
- Windows版はアーケード版をそのまま移植したため、収録内容・グラフィック・運転士の声は前作の『電車でGO!』と同じである。PS版は運転士の声・車内アナウンス・効果音・グラフィックなどが変更され、次作の『プロフェッショナル仕様』と同じものになっている（前作のPS版はアーケード版と同じであった）。
- PS版には当作品の体験版があり、秋田新幹線（奥羽本線）「こまち」中級のみ選択できるようになっている（残りの列車は列車選択画面の表示がグレー・アウトとなっており選択できない）。

## 収録路線・車両
アーケード版から収録されている路線は、ボーナスゲームも含めると開業・廃止から1年未満（当時）の路線を中心に採用されている。

### アーケード版

#### 北越急行ほくほく線
初級（難易度：1）
- 快速越後湯沢行き（直江津駅→うらがわら駅） 
  - HK-100形
    - デモプレイでは、直江津駅→黒井駅間で残り700 m地点（900 mで予告、600 mで解除）で60 km/h制限がかかるが、実際のプレイでは登場しない。その他のデモプレイでは、信号・標識自体が登場しない。
      - 停車駅：犀潟・くびき・うらがわら

上級（難易度：4）
- 快速越後湯沢行き（直江津駅→六日町駅）
  - HK-100形
    - 当時と同じく、虫川大杉駅が通過駅となっている[9]。また虫川大杉駅・儀明信号場・薬師峠信号場・赤倉信号場は副本線経由（制限速度60 km/h）で通過する。
    - ノーコンティニュー状態でまつだい駅に大幅に早着すると、薬師峠信号場で列車交換イベント（特急）が発生する[10]。またコンティニュー状態で美佐島駅を大幅に早通すると、赤倉信号場で列車交換イベント（普通）が発生する。
    - コンティニューの状態で六日町駅まで行くと鉄道資料館には収録されない「ホワイトウィング」編成の681系が登場するが、ノーコンティニューの状態で六日町駅に行くと583系が登場する[11]。
    - 場合によりほくほく大島駅から雨が降る[12]。
      - 停車駅：犀潟・くびき・うらがわら・ほくほく大島・まつだい・十日町・六日町

特級（難易度：5）
- 特急「はくたか」越後湯沢行き（直江津駅→六日町駅）
  - 681系2000番台
    - 隠しコマンドを入力することによりプレイ可能（PS版・『3000番台』などは最初から選択可能）。
    - 実際の運行とは異なり、犀潟駅を2番線経由（駅通過前に制限速度45 km/h）で通過する[注 3]。
    - 場合によりほくほく大島駅から雨が降る[12]。
      - 停車駅：十日町・六日町

#### 秋田新幹線・東北新幹線
中級（難易度：2）
- 「こまち」東京行き（秋田駅→大曲駅）
  - このコースのみ、大曲駅で0 cm停車しないと運転最終評価の「停止位置の正確さ」で満点を取ることができない[13][注 4]。
    - 停車駅：大曲

特級（難易度：5）
- 「こまち」東京行き（秋田駅→大曲駅）
  - E3系
- 「やまびこ」東京行き（盛岡駅→新花巻駅）※
  - 200系
    - ※大曲駅で0 m停車して「Great!」か「Good」になればプレイ可能[14][15]。ボーナスラウンドは1回でも減点（ダイヤ遅れによるリアルタイム減点や、駅到着評価時による減点を除く）になると一発で終了になる[16]。
    - 特級では、ダイヤの問題で最終運転評価100点と全駅定通を両立することができない[17][注 5]。スコアは全定通を達成したときの方が高くなる。
    - 奥羽本線内の駅通過後などの随所でいきなり80 - 90 km/hの制限速度がかけられ、減速が間に合わず大量減点（速度制限超過1回につき15秒の減点、初期持ち時間はノーマルで30秒）→ゲームオーバーとなり、初見ではまずクリアできない仕様であった。このため、後作では事前に制限速度がかけられる位置がわかるように改良されている（一部作品除く）。
      - 停車駅：大曲（・新花巻）

#### 京浜東北線
中級（難易度：3）
- 快速大宮行き（品川駅→上野駅）
  - 209系
    - 京浜東北線は快速区間である品川駅→上野駅間が量産車（製品版）には採用されたが、先行試作車（ロケテスト版）では各駅停車区間である横浜駅→品川駅間が夕方のダイヤで収録されていた。横浜駅→品川駅間は後述の『3000番台』で収録された。
      - 停車駅：田町・東京・秋葉原・上野[注 6][注 7]

### PS版オリジナル

#### 大阪環状線
中級（難易度：3）
- 普通大阪環状線内回り（大阪駅→天王寺駅）
  - 103系
    - このダイヤのみ通過駅がない各駅停車となる。旧型車のためブレーキの効きが若干悪くなっている。
      - 停車駅：福島・野田・西九条・弁天町・大正・芦原橋・今宮・新今宮・天王寺

特級（難易度：5）
- 関空快速45号関西空港行き（大阪駅→天王寺駅（内回り））
  - 223系0番台
    - 号数がついていることからも分かるように、当時の関空快速には指定席が設定されていた[注 8]。
    - 場合により弁天町駅から雨が降る[12]。
    - ドアチャイムは実際のものと大きく異なるほか、ミュージックホーンがない。
      - 停車駅：西九条・弁天町・新今宮・天王寺[注 9]

#### 鹿児島本線
上級（難易度：4）
- 快速小倉行き（折尾駅→小倉駅）
  - 813系
    - 全体的に時間にあまり余裕がなく、さらに20 km/hを下回るとブレーキの効きが突然悪くなるため、停車に手こずりやすく持ち時間が減りやすい。
      - 停車駅：黒崎・八幡・戸畑・小倉[注 10]

特級（難易度：5）
- 特急「ソニック」7号大分行き（博多駅→小倉駅）
  - 883系
    - 通過駅が非常に多く、博多駅 - 小倉駅間で計20駅通過する[注 11]。
    - 特級なので制限の予告時間が短く、「こまち」や「はくたか」と違いアーケード版にないため苦労しやすい。なお、振り子式電車のため、曲線区間でも殆ど減速しない。
    - 場合により折尾駅から雨が降る[12]。
      - 停車駅：折尾・黒崎・小倉

### ボーナスゲーム
機関車と特急電車を連結させて、連結時の衝撃が少ない分だけ持ち時間がもらえる（0 - 10秒）ミニゲーム。特定の駅にノーコンティニューで停車するとプレイ可能。
初代ではEF66形とコンテナ貨物列車を連結させるのに対し、『2』は横川駅において、EF63形と489系「白山」を連結させる。なお489系には白山色と国鉄色の2色が登場するが、登場するパターンはランダムである。
連結作業の制限時間が短い（制限時間15秒）ため、満点の10秒を獲得するには練習が必要である。なお連結に成功すると横川駅の名物駅弁である荻野屋の「峠の釜めし」の写真が表示されるが、10秒を獲得した場合は「玄米弁当」の写真が表示される。これは、「峠の釜めし本舗 おぎのや」のロゴタイプでスタッフロールに表記されるため、荻野屋のゲーム内広告としての性格もある。

## 電車でGO!2高速編 3000番台
1998年（平成10年）8月にタイトーより発売された『電車でGO!2』のバージョンアップ版。既存路線の延伸や、新規路線・車両の追加が行われた。筐体には、仕様変更は無いが、メインタイトル（電車の写真入りのではない文字だけのタイトル画面）の「量産車」の部分が「3000番台」に変更され、オープニングには、「3000番台」の文字のカットインを追加しているほか、東北新幹線走行シーンですれ違う列車が0番台ではE3系単独運転であったが、『3000番台』ではE3系＋200系の併合運転となっている（「量産車」という部分には『0番台』のロケテスト版では「先行試作車」と入れられていた）。2000年（平成12年）4月28日にWindows版が発売され、後にセガドリームキャスト版も販売される。また、2001年（平成13年）10月19日にはアンバランスからWindows XPに対応した価格改訂版が発売された。
初代PS版とは異なり、アーケードからそのまま移植している為、運転士の音声が初代の『電車でGO!』と同じである。
- コース増加に伴い、「北陸路線」「東北路線」「関東路線」「関西路線」「東北路線（隠し）」の5つのグループに分けられた。
  - なお『0番台』と『3000番台』とで共通に収録されている路線における違いとして、ほくほく線の特級（681系2000番台「はくたか」）において、十日町駅以降の時刻の進み方が異なるというものがある。意図的に変えているのかどうかは不明。また、ほくほく線では485系・485系3000番台と専用の「はくたか」ダイヤを2種追加収録されている。
- アーケード版のリリース直前にはタイトー主催の全国大会が開催されている。
- 秋田新幹線では、盛岡駅でボーナスゲームとしてE2系もしくは200系との連結作業がプレイできる[15]。この場合は秋田新幹線の一部ダイヤを選択した上で、盛岡駅にノーコンティニューで到着し、なおかつ0 m停車を行い「Great!」か「Good」を獲得すると、運転評価画面を挟まずにそのままボーナスゲームに移る[15]。なお、連結作業中に非常ブレーキを使用してしまった場合、連結後に「非常制動停車」で減点されるが、0 m停車時のボーナス（EXCELLENT!、Great!、Good）は無効（その分だけ減点）にはならない。
  - やや聞こえにくいが無線により指示が出されている。この連結作業では「警笛を最初に鳴らす」「3 m手前で一度停車する」ことにより獲得秒数が増加する。ただし通常の連結とは異なり連結時の速度が遅すぎると連結に失敗してしまう。最大獲得秒数は20秒。
- 「こまち」（秋田駅→大曲駅）特級で大曲駅0 m停車のボーナスゲームとして、東北新幹線「やまびこ」（盛岡駅→新花巻駅）が運転できるのは『3000番台』も変わらないが、『3000番台』の方が0番台に比べ東北新幹線内のダイヤが35秒早くなっている。
- 風景の中で走行している軽トラックおよび踏切事故の際に立ち往生しているトラックの上には、アーケード用の『電車でGO!』筐体が積まれている。

### 追加収録路線・車両

#### 北越急行ほくほく線
中級（難易度：2）
- 特急「はくたか」越後湯沢行き（直江津駅→六日町駅）
  - 485系（JR西日本色）
  - 485系3000番台
    - アーケード版では、地区選択時にブレーキの位置で車両が選択できる。「解除」の位置でJR西日本色の0番台が、「非常」の位置でJR東日本色の3000番台が登場する。
      - 停車駅：十日町・六日町

#### 秋田新幹線
中級（難易度：2）
- 「こまち」東京行き（大曲駅→盛岡駅）
  - E3系
    - アーケード版では、地区選択時にブレーキの位置で雫石駅の停車・通過が選択できる。「解除」の位置で通過、「非常」の位置で停車となる。また、ゲーム開始の車両紹介で雫石駅通過版だと新幹線上の映像が、停車版だと在来線上の映像に変化する。
    - 盛岡駅で0 m停車（「Great!」か「Good」を獲得）し、なおかつノーコンティニューであると、ボーナスゲームとして200系（E2系）との連結ができるが[15]、連結終了後に全区間走破となり、東北新幹線区間の運転はできない。
      - 停車駅：角館・田沢湖（・雫石）・盛岡

特級（難易度：5）
- 「こまち」東京行き・「やまびこ」東京行き（秋田駅→新花巻駅）
  - E3系・200系またはE2系
    - アーケード版では、コマンド入力により「関西路線」の下に「東北路線」として出現する[注 12]。この中には4コースの列車が存在するが、どれも同じである。そのためDC版・Win版の場合、どれを選択してクリアしても4つ全てに星マークが付く。田沢湖線区間の秋田新幹線中級と異なり、全て雫石駅停車で、通過ダイヤは存在しない。この列車も、秋田新幹線（奥羽本線）「こまち」特級と同様の理由で最終運転評価100点と全駅定通の両立ができない。
    - 「秋田→新花巻」と表記されているが、東北新幹線を運転するためには、ノーコンティニューで盛岡駅で再加速・非常制動などの減点無く0 m停車（「Great!」か「Good」を獲得）し、ボーナスゲームとして200系（E2系の場合もある）との連結を成功させる必要がある[23]（盛岡駅で終了しても「全区間走破」扱いにはなる）。また、盛岡駅での連結に最大60秒かかるにもかかわらず、時刻上では30秒停車となっている。
    - 途中の神代駅通過後に90 km/hの速度制限がかかるが、ほかの制限速度予告が実施から50 m程手前からしかないのに対し、こちらの制限予告は実施から250 m程手前（難易度2の予告距離）から出現する。
    - 中級・特級共通で、大釜駅→盛岡駅間で田沢湖線から東北新幹線へ入る際の連絡線を通過する途中に注意信号[注 13]があるが、通過する際に効果音が流れるだけで制限はかからず45 km/h以上で走ってもATSは作動しない。それはおろか「注意」という運転士の点呼もない。
      - 停車駅：大曲・角館・田沢湖・雫石・盛岡・新花巻

#### 奥羽本線
中級（難易度：3）
- 普通新庄行き（秋田駅→大曲駅）
  - 701系
    - 制限45 km/hがかかる駅が多い。ノーコンティニューだと大曲駅にD51形蒸気機関車牽引の12系客車6両編成が現れる[24]。
      - 停車駅：四ツ小屋・和田・大張野・羽後境・峰吉川・刈和野・神宮寺・大曲

#### 田沢湖線
中級（難易度：3）
- 普通盛岡行き（田沢湖駅→盛岡駅）
  - 701系5000番台
    - 志度内信号場での列車交換待ちイベントがあるが、ほくほく線上級（快速）の列車交換イベントとは異なり、必ず発生する（ダイヤグラム上も列車交換を想定したダイヤが組まれている）。
      - 停車駅：赤渕・春木場・雫石・小岩井・大釜・盛岡[注 14]

#### 京浜東北線
中級（難易度：3）
- 快速大宮行き（横浜駅→品川駅（→上野駅））
  - 209系
    - 始発駅から品川駅までに全て「Great!」にするか、1回だけ「Good」で残り全てが「Great!」になると、延長して上野駅まで運転できる[23]。この場合、有楽町駅 - 東京駅間と神田駅 - 秋葉原駅間の所要時間がそれぞれ5秒ずつ延長されるほか、各種減点秒数が抑えめ（品川駅→上野駅のみ運転の減点秒数は上級とほぼ同等で、延長運転は中級本来の減点秒数での運転）となる。
      - 停車駅：東神奈川・新子安・鶴見・川崎・蒲田・大森・大井町・品川（・田町・東京・秋葉原・上野）[注 6][注 7]

#### 山手線
上級（難易度：4）
- 普通山手線外回り（東京駅→新宿駅）
  - 205系
    - 「上級」ではあるが、ほかの上級路線とは違い、停車時の合格範囲は1 mまで許容（ほかは0 m）され、延着・延通時の減点も1秒（ほかは2秒）となっている。
      - 停車駅：有楽町・新橋・浜松町・田町・品川・大崎・五反田・目黒・恵比寿・渋谷・原宿・代々木・新宿[注 6]

#### 東海道本線（JR神戸線）
中級（難易度：3）
- 普通西明石行き（大阪駅→神戸駅）
  - 207系
    - 停車駅：塚本・尼崎・立花・甲子園口・西ノ宮（現：西宮）・芦屋・甲南山手・摂津本山・住吉・六甲道・灘・三宮[注 15]・元町・神戸[注 16]

中級（難易度：3）
- 快速網干行き（大阪駅→神戸駅）
  - 223系1000番台
    - 停車駅：尼崎・芦屋・住吉・六甲道・三宮[注 15]・元町・神戸[注 17]

上級（難易度：4）
- 普通西明石行き（大阪駅→神戸駅）
  - 201系
    - 停車駅：塚本・尼崎・立花・甲子園口・西ノ宮・芦屋・甲南山手・摂津本山・住吉・六甲道・灘・三宮[注 15]・元町・神戸[注 16]

上級（難易度：4）
- 快速網干行き（大阪駅→神戸駅）
  - 221系
    - 停車駅：尼崎・芦屋・住吉・六甲道・三宮[注 15]・元町・神戸[注 17]

### 電車でGO!64
N64：1999年（平成11年）7月23日発売。
『電車でGO!2 高速編 3000番台』を基本としてNINTENDO 64向けに拡張した作品。特殊な機能として音声認識システム（VRS）に対応しており、ゲーム中の特定の場所でうまく発声をすると、ボーナスを得ることができる。
入門編には、「学習コース」と「練習コース」があり、「学習コース」はPS版にもあるほくほく線快速（直江津駅→犀潟駅）を鉄ちゃんの指示通りに運転するもの。「練習コース」は秋田新幹線（奥羽本線）「こまち」中級（秋田駅→大曲駅）・京浜東北線快速中級（品川駅→上野駅）・東海道線普通中級（大阪駅→神戸駅）の3種類から選ぶことができ、持ち時間999秒からスタートとなる。それ以外はアーケードモードと変わらない。
また初期のコースを銅星以上でクリアするとほくほく線特急「はくたか」（直江津→六日町、485系3000番台）、銀星以上でクリアすると秋田新幹線「こまち」（秋田駅→盛岡駅、E3系）・東北新幹線「やまびこ」（盛岡駅→新花巻駅、200系またはE2系＋E3系）、金星でクリアすると東北新幹線単独（盛岡駅→新花巻駅、200系・E2系・E3系）が隠し車両として運転することが可能になった。ダイヤは秋田・東北新幹線特級（秋田駅→新花巻駅）と同じものが使用されている。200系・E2系は「やまびこ」、E3系は「こまち」としての運転だが、いずれも車内アナウンスは「『やまびこ・こまち』東京行きです」である。また、隠し路線で登場する「こまち」・「やまびこ」は、アーケード版と同様、既存の「東北路線」ではなく、「関西路線」の下に出現する新たな「東北路線」の中に収録されている。隠し路線を含めた全てのコースを金星でクリアすると、ゲーム・タイトル時に鉄ちゃんが「Excellent!」とコールするようになる。
容量の関係か、オープニングや路線選択などといったゲーム中のBGMはNINTENDO 64内蔵音源で再生しており、アーケード版よりややチープな音質となっている。

### その他の機種
家庭機用としては他にドリームキャスト版がある。Windows版では、シリーズ初のリプレイ機能を搭載。その後、Windows版の『電車でGO!』および『電車でGO!2高速編』にもリプレイ機能が追加搭載された。隠し路線なども最初からプレイ可能で、特急「はくたか」中級の485系0番台・3000番台バージョン、秋田新幹線（田沢湖線）「こまち」中級の雫石駅停車・通過バージョン、京浜東北線快速中級（横浜駅始発）のノーマル（品川駅まで）・ロング（上野駅まで）バージョンがそれぞれ個別で選択できる。また、京浜東北線の横浜駅→品川駅の路線ではアーケード版と同様に全て「Great!」にするか、1回だけ「Good」で残り全てが「Great!」になれば、上野駅まで運転することができる。ドリームキャスト版・Windows版では全ての路線をクリアすると、「LOVE特急こまち」の映像を見ることができる。
秋田新幹線（大曲駅 - 盛岡駅間）・奥羽本線・田沢湖線は、後にPS版の『プロフェッショナル仕様』にも収録され、秋田新幹線においては隠しコマンド無しで直通運転が楽しめるようになった。

## 機種別選択可能路線一覧
- 「備考」はイベントが発生する駅または駅間と括弧内にそのイベント内容などを記載している。

凡例
- ●：選択可能
- ○：一定条件を満たすと選択可能
- ×：選択不可能

| モード                                                     | 地域路線              | 路線名     | 列車種別   | 列車名          | 乗務区間                         | 行先               | 使用車両             | 難易度 | 級位 | 初期 持ち時間 | 備考                                                                                           | 製品版 | 製品版 | 製品版   | 製品版   | 製品版    | 製品版 | 製品版 | 体験版 |
| モード                                                     | 地域路線              | 路線名     | 列車種別   | 列車名          | 乗務区間                         | 行先               | 使用車両             | 難易度 | 級位 | 初期 持ち時間 | 備考                                                                                           | 0番台  | 0番台  | 3000番台 | 3000番台 | 3000番台  | PS版   | 64版   | PS版   |
| モード                                                     | 地域路線              | 路線名     | 列車種別   | 列車名          | 乗務区間                         | 行先               | 使用車両             | 難易度 | 級位 | 初期 持ち時間 | 備考                                                                                           | AC版   | PC版   | AC版     | 復刻版   | DC版 PC版 | PS版   | 64版   | PS版   |
| ---------------------------------------------------------- | --------------------- | ---------- | ---------- | --------------- | -------------------------------- | ------------------ | -------------------- | ------ | ---- | ------------- | ---------------------------------------------------------------------------------------------- | ------ | ------ | -------- | -------- | --------- | ------ | ------ | ------ |
| 入門モード 学習コース                                      | 入門モード 学習コース | ほくほく線 | 快速       |                 | 直江津駅 ↓ 犀潟駅                | 越後湯沢           | HK-100形             | なし   | なし | なし          | 鉄ちゃんの指示に従って運転する                                                                 | ×      | ×      | ×        | ×        | ×         | ●      | ●      | ×      |
| 入門モード 練習コース                                      | 入門モード 練習コース | 秋田新幹線 | 新幹線特急 | こまち          | 秋田駅 ↓ 大曲駅                  | 東京               | E3系                 | ●●     | 中級 | 999秒         |                                                                                                | ×      | ×      | ×        | ×        | ×         | ×      | ●      | ×      |
| 入門モード 練習コース                                      | 入門モード 練習コース | 京浜東北線 | 快速       |                 | 品川駅 ↓ 上野駅                  | 大宮               | 209系                | ●●●    | 中級 | 999秒         | 東京駅 （ボーナスゲーム）                                                                      | ×      | ×      | ×        | ×        | ×         | ×      | ●      | ×      |
| 入門モード 練習コース                                      | 入門モード 練習コース | 東海道本線 | 普通       |                 | 大阪駅 ↓ 神戸駅                  | 西明石             | 207系                | ●●●    | 中級 | 999秒         | 尼崎駅→立花駅間 立花駅→甲子園口駅間 西ノ宮駅→芦屋駅間 （踏切事故） 六甲道駅 （ボーナスゲーム） | ×      | ×      | ×        | ×        | ×         | ×      | ●      | ×      |
| アーケードモード                                           | 北陸路線              | ほくほく線 | 快速       |                 | 直江津駅 ↓ うらがわら駅          | 越後湯沢           | HK-100形             | ●      | 初級 | 30秒          |                                                                                                | ●      | ●      | ●        | ×        | ●         | ●      | ●      | ×      |
| アーケードモード                                           | 北陸路線              | ほくほく線 | 快速       |                 | 直江津駅 ↓ 六日町駅              | 越後湯沢           | HK-100形             | ●●●●   | 上級 | 20秒          | 薬師峠信号場 赤倉信号場 （列車交換） 十日町駅 （ボーナスゲーム）                               | ●      | ●      | ●        | ×        | ●         | ●      | ●      | ×      |
| アーケードモード                                           | 北陸路線              | ほくほく線 | 特急       | はくたか        | 直江津駅 ↓ 六日町駅              | 越後湯沢           | 485系                | ●●     | 中級 | 30秒          |                                                                                                | ×      | ×      | ●        | ×        | ●         | ×      | ●      | ×      |
| アーケードモード                                           | 北陸路線              | ほくほく線 | 特急       | はくたか        | 直江津駅 ↓ 六日町駅              | 越後湯沢           | 485系3000番台        | ●●     | 中級 | 30秒          |                                                                                                | ×      | ×      | ●        | ×        | ●         | ×      | ○      | ×      |
| アーケードモード                                           | 北陸路線              | ほくほく線 | 特急       | はくたか        | 直江津駅 ↓ 六日町駅              | 越後湯沢           | 681系2000番台        | ●●●●●  | 特級 | 20秒          |                                                                                                | ○      | ○      | ●        | ×        | ●         | ●      | ●      | ×      |
| アーケードモード                                           | 東北路線              | 秋田新幹線 | 新幹線特急 | こまち          | 秋田駅 ↓ 大曲駅                  | 東京               | E3系                 | ●●     | 中級 | 30秒          |                                                                                                | ●      | ●      | ●        | ●        | ●         | ●      | ●      | ●      |
| アーケードモード                                           | 東北路線              | 奥羽本線   | 普通       |                 | 秋田駅 ↓ 大曲駅                  | 新庄               | 701系                | ●●●    | 中級 | 20秒          | 峰吉川駅 （ボーナスゲーム）                                                                    | ×      | ×      | ●        | ●        | ●         | ×      | ●      | ×      |
| アーケードモード                                           | 東北路線              | 秋田新幹線 | 新幹線特急 | こまち          | 大曲駅 ↓ 盛岡駅 （雫石駅停車）   | 東京               | E3系                 | ●●     | 中級 | 30秒          | 盛岡駅 （ボーナスゲーム）                                                                      | ×      | ×      | ●        | ●        | ●         | ×      | ●      | ×      |
| アーケードモード                                           | 東北路線              | 秋田新幹線 | 新幹線特急 | こまち          | 大曲駅 ↓ 盛岡駅 （雫石駅通過）   | 東京               | E3系                 | ●●     | 中級 | 30秒          | 盛岡駅 （ボーナスゲーム）                                                                      | ×      | ×      | ●        | ●        | ●         | ×      | ●      | ×      |
| アーケードモード                                           | 東北路線              | 田沢湖線   | 普通       |                 | 田沢湖駅 ↓ 盛岡駅                | 盛岡               | 701系5000番台        | ●●●    | 中級 | 20秒          | 志度内信号場 （列車交換） 小岩井駅 （ボーナスゲーム）                                          | ×      | ×      | ●        | ●        | ●         | ×      | ●      | ×      |
| アーケードモード                                           | 東北路線              | 秋田新幹線 | 新幹線特急 | こまち          | 秋田駅 ↓ 大曲駅                  | 東京               | E3系                 | ●●●●●  | 特級 | 20秒          |                                                                                                | ●      | ●      | ●        | ●        | ●         | ●      | ●      | ×      |
| アーケードモード                                           | 東北路線              | 東北新幹線 | 新幹線特急 | やまびこ こまち | 盛岡駅 ↓ 新花巻駅                | 東京               | 200系 E3系           | ●●●●●  | 特級 | 20秒          |                                                                                                | ●      | ●      | ●        | ●        | ●         | ●      | ●      | ×      |
| アーケードモード                                           | 関東路線              | 京浜東北線 | 快速       |                 | 品川駅 ↓ 上野駅                  | 大宮               | 209系                | ●●●    | 中級 | 30秒          | 東京駅 （ボーナスゲーム）                                                                      | ●      | ●      | ●        | ●        | ●         | ●      | ●      | ×      |
| アーケードモード                                           | 関東路線              | 京浜東北線 | 快速       |                 | 横浜駅 ↓ 品川駅 （↓） （上野駅） | 大宮               | 209系                | ●●●    | 中級 | 30秒          | 新子安駅→鶴見駅間 鶴見駅→川崎駅間 （踏切事故） 品川駅 （ボーナスゲーム）                       | ×      | ×      | ●        | ●        | ●         | ×      | ●      | ×      |
| アーケードモード                                           | 関東路線              | 京浜東北線 | 快速       |                 | 横浜駅 ↓ 上野駅                  | 大宮               | 209系                | ●●●    | 中級 | 30秒          | 新子安駅→鶴見駅間 鶴見駅→川崎駅間 （踏切事故） 品川駅 （ボーナスゲーム）                       | ×      | ×      | ×        | ×        | ●         | ×      | ×      | ×      |
| アーケードモード                                           | 関東路線              | 山手線     | 普通       |                 | 東京駅 ↓ 新宿駅                  | 品川・渋谷方面     | 205系                | ●●●●   | 上級 | 20秒          | 恵比寿駅 （ボーナスゲーム）                                                                    | ×      | ×      | ●        | ●        | ●         | ×      | ●      | ×      |
| アーケードモード                                           | 関西路線              | 東海道本線 | 普通       |                 | 大阪駅 ↓ 神戸駅                  | 西明石             | 207系                | ●●●    | 中級 | 30秒          | 尼崎駅→立花駅間 立花駅→甲子園口駅間 西ノ宮駅→芦屋駅間 （踏切事故） 六甲道駅 （ボーナスゲーム） | ×      | ×      | ●        | ×        | ●         | ×      | ●      | ×      |
| アーケードモード                                           | 関西路線              | 東海道本線 | 快速       |                 | 大阪駅 ↓ 神戸駅                  | 網干               | 223系1000番台        | ●●●    | 中級 | 30秒          | 尼崎駅→立花駅間 立花駅→甲子園口駅間 西ノ宮駅→芦屋駅間 （踏切事故） 六甲道駅 （ボーナスゲーム） | ×      | ×      | ●        | ●        | ●         | ×      | ●      | ×      |
| アーケードモード                                           | 関西路線              | 東海道本線 | 普通       |                 | 大阪駅 ↓ 神戸駅                  | 西明石             | 201系                | ●●●●   | 上級 | 20秒          | 尼崎駅→立花駅間 立花駅→甲子園口駅間 西ノ宮駅→芦屋駅間 （踏切事故） 六甲道駅 （ボーナスゲーム） | ×      | ×      | ●        | ×        | ●         | ×      | ●      | ×      |
| アーケードモード                                           | 関西路線              | 東海道本線 | 快速       |                 | 大阪駅 ↓ 神戸駅                  | 網干               | 221系                | ●●●●   | 上級 | 20秒          | 尼崎駅→立花駅間 立花駅→甲子園口駅間 西ノ宮駅→芦屋駅間 （踏切事故） 六甲道駅 （ボーナスゲーム） | ×      | ×      | ●        | ●        | ●         | ×      | ●      | ×      |
| アーケードモード                                           | 関西路線              | 大阪環状線 | 普通       |                 | 大阪駅 ↓ 天王寺駅                | 西九条・弁天町方面 | 103系                | ●●●    | 中級 | 30秒          | 芦原橋駅 （ボーナスゲーム）                                                                    | ×      | ×      | ×        | ×        | ×         | ●      | ×      | ×      |
| アーケードモード                                           | 関西路線              | 大阪環状線 | 関空快速   | 45号            | 大阪駅 ↓ 天王寺駅                | 関西空港           | 223系0番台           | ●●●●●  | 特級 | 20秒          |                                                                                                | ×      | ×      | ×        | ×        | ×         | ●      | ×      | ×      |
| アーケードモード                                           | 九州路線              | 鹿児島本線 | 快速       |                 | 折尾駅 ↓ 小倉駅                  | 小倉               | 813系                | ●●●●   | 上級 | 30秒          | 戸畑駅 （ボーナスゲーム）                                                                      | ×      | ×      | ×        | ×        | ×         | ●      | ×      | ×      |
| アーケードモード                                           | 九州路線              | 鹿児島本線 | 特急       | ソニック7号     | 博多駅 ↓ 小倉駅                  | 大分               | 883系                | ●●●●●  | 特級 | 20秒          |                                                                                                | ×      | ×      | ×        | ×        | ×         | ●      | ×      | ×      |
| アーケードモード                                           | 東北路線 （隠し）     | 秋田新幹線 | 新幹線特急 | こまち          | 秋田駅 ↓ 盛岡駅                  | 東京               | E3系                 | ●●●●●  | 特級 | 20秒          | 盛岡駅 （ボーナスゲーム）                                                                      | ×      | ×      | ○        | ×        | ●         | ×      | ○      | ×      |
| アーケードモード                                           | 東北路線 （隠し）     | 東北新幹線 | 新幹線特急 | やまびこ こまち | 盛岡駅 ↓ 新花巻駅                | 東京               | 200系またはE2系 E3系 | ●●●●●  | 特級 | 20秒          | 盛岡駅 （ボーナスゲーム）                                                                      | ×      | ×      | ○        | ×        | ●         | ×      | ○      | ×      |
| アーケードモード                                           | 東北路線 （隠し）     | 東北新幹線 | 新幹線特急 | やまびこ        | 盛岡駅 ↓ 新花巻駅                | 東京               | 200系                | ●●●●●  | 特級 | 20秒          |                                                                                                | ×      | ×      | ×        | ×        | ×         | ×      | ○      | ×      |
| アーケードモード                                           | 東北路線 （隠し）     | 東北新幹線 | 新幹線特急 | やまびこ        | 盛岡駅 ↓ 新花巻駅                | 東京               | E2系                 | ●●●●●  | 特級 | 20秒          |                                                                                                | ×      | ×      | ×        | ×        | ×         | ×      | ○      | ×      |
| アーケードモード                                           | 東北路線 （隠し）     | 東北新幹線 | 新幹線特急 | こまち          | 盛岡駅 ↓ 新花巻駅                | 東京               | E3系                 | ●●●●●  | 特級 | 20秒          |                                                                                                | ×      | ×      | ×        | ×        | ×         | ×      | ○      | ×      |
| 1. 2. 3. 4. 5. 6. 7. 8. 9. 10. 11. 12. 13. 14. 15. 16. 17. |                       |            |            |                 |                                  |                    |                      |        |      |               |                                                                                                |        |        |          |          |           |        |        |        |

## 評価
『電車でGO!64』はファミ通クロスレビューでは8/9/8/7の32点でゴールド殿堂入り。レビュアーは路線の多さ、グラフィック、音声認識システムを賞賛、音声認識はもっと長い言葉も言えればよかったとした。IGNは5.1/10のスコアで電車は本物のように見えるとしたが、テクスチャはぼやけていてゲームプレイの幅が狭く、日本好きや鉄道ファン向けだとした。Nintendo Lifeのスコアは7/10として実際の電車を正確にエミュレートしていて、初心者向けのチュートリアルがある、専用コントローラーで楽しさは10倍になるが安価ではない、電車に興味がなければパスした方がいいと評した。